# Kirya
Le kirya ou konzəl, aussi appelé kirya-konzəl, est une langue langue tchadique parlée au Nigeria.